# Monocorophium carlottensis
Monocorophium carlottensis är en kräftdjursart som beskrevs av Edward Lloyd Bousfield och P. M. Hoover 1997. Monocorophium carlottensis ingår i släktet Monocorophium och familjen Corophiidae. Inga underarter finns listade i Catalogue of Life.